# Тіна Тойне
Крістіна «Тіна» Тойне (нар. 4 листопада 1953, Клеве, Північний Рейн-Вестфалія, Німеччина) — німецька футболістка і футбольний тренер; колишній національний тренер збірної Німеччини.

## Біографія
Тіна Тойне народилася в спортивній сім'ї. Її батько був легкоатлетом, а мати грала в гандбол.

## Кар'єра
В 1974—1986 роках виступала у складі Браувайлері, де пізніше стала граючим тренером.
1985 року стала першою жінкою в Німеччині, яка отримала ліцензію тренера, що є еквівалентом ліцензії УЄФА.
У 1986 році Тіна стала помічником тренера національної збірної. 1 серпня 1996 року після літніх Олімпійських ігор в Атланті Тіна Тойнер займає посаду головного тренера замість Бізанця.
Усього вона виграла шість чемпіонатів Європи, три — будучи помічником Геро Біранца, решту — національним тренером.
Завдяки Тіні німецька жіноча команда виграла Кубок світу 2003 року.
2005 року після перемоги у жіночому чемпіонаті УЄФА Тойне вирішила залишити посаду національного тренера.

## Успіхи
Жіноча збірна Німеччини
- Літні Олімпійські ігри: Бронзова медаль: 2000, бронзова медаль: 2004
- Чемпіонат світу: переможець 2003 року
- Чемпіонат Європи: переможець 1997, 2001, 2005